# Edwin Everett Codman
Edwin Everett Codman (19 de dezembro de 1876 – 29 de abril de 1955) foi um escultor americano. O seu trabalho fez parte do evento de escultura na competição de arte nos Jogos Olímpicos de Verão de 1932. Codman cometeu suicídio em 1955.